# Salvador Fidalgo
Salvador Fidalgo y Lopegarcía (La Seu d'Urgell, 6 août 1756 – Tacubaya (es), 27 septembre 1803) est un explorateur espagnol, officier naval de l'armada espagnole, qui commanda une expédition d'exploration en Alaska et dans le Nord-Ouest Pacifique à la fin du XVIIe siècle.

## L'établissement de Neah Bay
En 1792, Salvador Fidalgo fut envoyé pour établir un poste espagnol à Bahía de Núñez Gaona (Neah Bay) sur la côte sud-ouest du détroit de Juan de Fuca dans l'actuel État de Washington. 
Il arriva de San Blas sur la corvette Princesa le 28 mai 1792. Le terrain fut rapidement défriché pour établir un jardin, un enclos pour le bétail avec des vaches, des moutons, des porcs et des chèvres, et une palissade pour une petite garnison.
Le poste fut installé pendant les négociations de la convention de Nootka entre l'Espagne et le Royaume-Uni  à l'aube de la crise de Nootka. On ne sait pas si le poste espagnol de la baie Nootka devait être cédé aux Britanniques ou non. La mission de Fidalgo constituait des préparatifs pour un possible repli du poste espagnol de la baie Nootka.
Plus tard au cours de l'automne 1792, un conflit éclata entre les indigènes Makahs de Neah Bay et les Espagnols.
Le second de Fidalgo, le pilote Antonio Serantes, fut assassiné et, en représailles, Fidalgo lança une attaque contre les Makahs, leur infligeant de nombreuses pertes.
Par la suite, Fidalgo fut réprimandé pour cette action par ses officiers supérieurs. 
Le poste de Neah Bay fut abandonné et Fidalgo rappelé à la baie Nootka,.